# Pristimantis nephophilus
Eleutherodactylus nephophilus là một loài động vật lưỡng cư trong họ Strabomantidae, thuộc bộ Anura. Loài này được Duellman & Pramuk miêu tả khoa học đầu tiên năm 1999.